# Cahuzac-sur-Adour
Pour les articles homonymes, voir Cahuzac et Adour.
Cahuzac-sur-Adour (Caüsac d'Ador en gascon) est une commune française située dans l'ouest du département du Gers, en région Occitanie. Sur le plan historique et culturel, la commune est dans le pays de Rivière-Basse, un territoire qui s’allonge dans la moyenne vallée de l’Adour, à l’endroit où le fleuve marque un coude entre Bigorre et Gers.
Exposée à un climat océanique altéré, elle est drainée par l'Adour, le canal d'Alaric, le Boscassé et par deux autres cours d'eau. La commune possède un patrimoine naturel remarquable : un site Natura 2000 (la « vallée de l'Adour ») et deux zones naturelles d'intérêt écologique, faunistique et floristique.
Cahuzac-sur-Adour est une commune rurale qui compte 198 habitants en 2022, après avoir connu un pic de population de 423 habitants en 1831. .
Le patrimoine architectural de la commune comprend deux  immeubles protégés au titre des monuments historiques : le château de Saint-Julien, inscrit en 1973, et le moulin à eau, inscrit en 1984.

## Géographie

### Localisation
Commune située sur la RN 135 entre Barcelonne-du-Gers et Vic-en-Bigorre.

### Communes limitrophes
Les communes limitrophes sont  Goux, Izotges, Riscle et Tasque.
|        | Izotges           |        |
| Riscle | Cahuzac-sur-Adour | Tasque |
| Riscle | Goux              |        |

### Géologie et relief
Cahuzac-sur-Adour se situe en zone de sismicité 2 (sismicité faible).

### Hydrographie

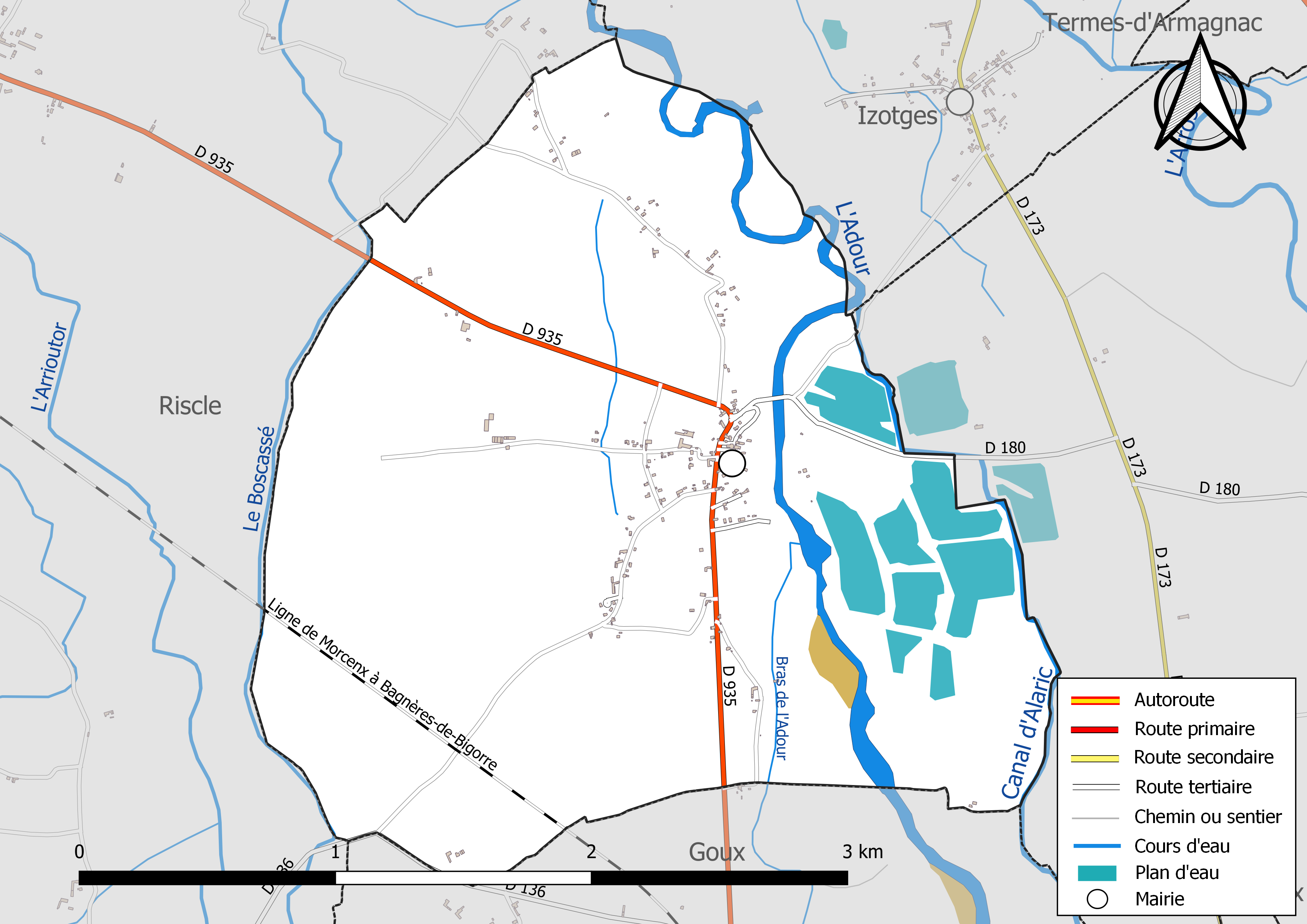
Réseaux hydrographique et routier de Cahuzac-sur-Adour.

La commune est dans le bassin de l'Adour, au sein du bassin hydrographique Adour-Garonne. Elle est drainée par l'Adour, le canal d'Alaric, le Boscassé, un bras de l'Adour et par un petit cours d'eau, qui constituent un réseau hydrographique de 7 km de longueur totale,.
L'Adour, d'une longueur totale de 308,8 km, prend sa source dans la commune d'Aspin-Aure et s'écoule vers le nord. Il traverse la commune et se jette dans le golfe de Gascogne à Bayonne, après avoir traversé 118 communes.
Le canal d'Alaric, d'une longueur totale de 73,7 km, prend sa source dans la commune de Pouzac et s'écoule vers le nord. Il traverse la commune et se jette dans l'Adour à Izotges, après avoir traversé 38 communes.
Le Boscassé, d'une longueur totale de 14,1 km, prend sa source dans la commune de Castelnau-Rivière-Basse et s'écoule vers le nord. Il traverse la commune et se jette dans l'Arrioutor à Riscle, après avoir traversé 5 communes.

### Climat
Pour des articles plus généraux, voir Climat de l'Occitanie et Climat du Gers.
En 2010, le climat de la commune est de type climat océanique altéré, selon une étude s'appuyant sur une série de données couvrant la période 1971-2000. En 2020, Météo-France publie une typologie des climats de la France métropolitaine dans laquelle la commune est toujours exposée à un climat océanique altéré et est dans la région climatique Aquitaine, Gascogne, caractérisée par une pluviométrie abondante au printemps, modérée en automne, un faible ensoleillement au printemps, un été chaud (19,5 °C), des vents faibles, des brouillards fréquents en automne et en hiver et des orages fréquents en été (15 à 20 jours).
Pour la période 1971-2000, la température annuelle moyenne est de 13,1 °C, avec une amplitude thermique annuelle de 14,9 °C. Le cumul annuel moyen de précipitations est de 934 mm, avec 11 jours de précipitations en janvier et 7 jours en juillet. Pour la période 1991-2020, la température moyenne annuelle observée sur la station météorologique la plus proche, située sur la commune de Maumusson-Laguian à 7 km à vol d'oiseau, est de 14,1 °C et le cumul annuel moyen de précipitations est de 1 021,5 mm,. Pour l'avenir, les paramètres climatiques de la commune estimés pour 2050 selon différents scénarios d’émission de gaz à effet de serre sont consultables sur un site dédié publié par Météo-France en novembre 2022.

### Milieux naturels et biodiversité

#### Réseau Natura 2000

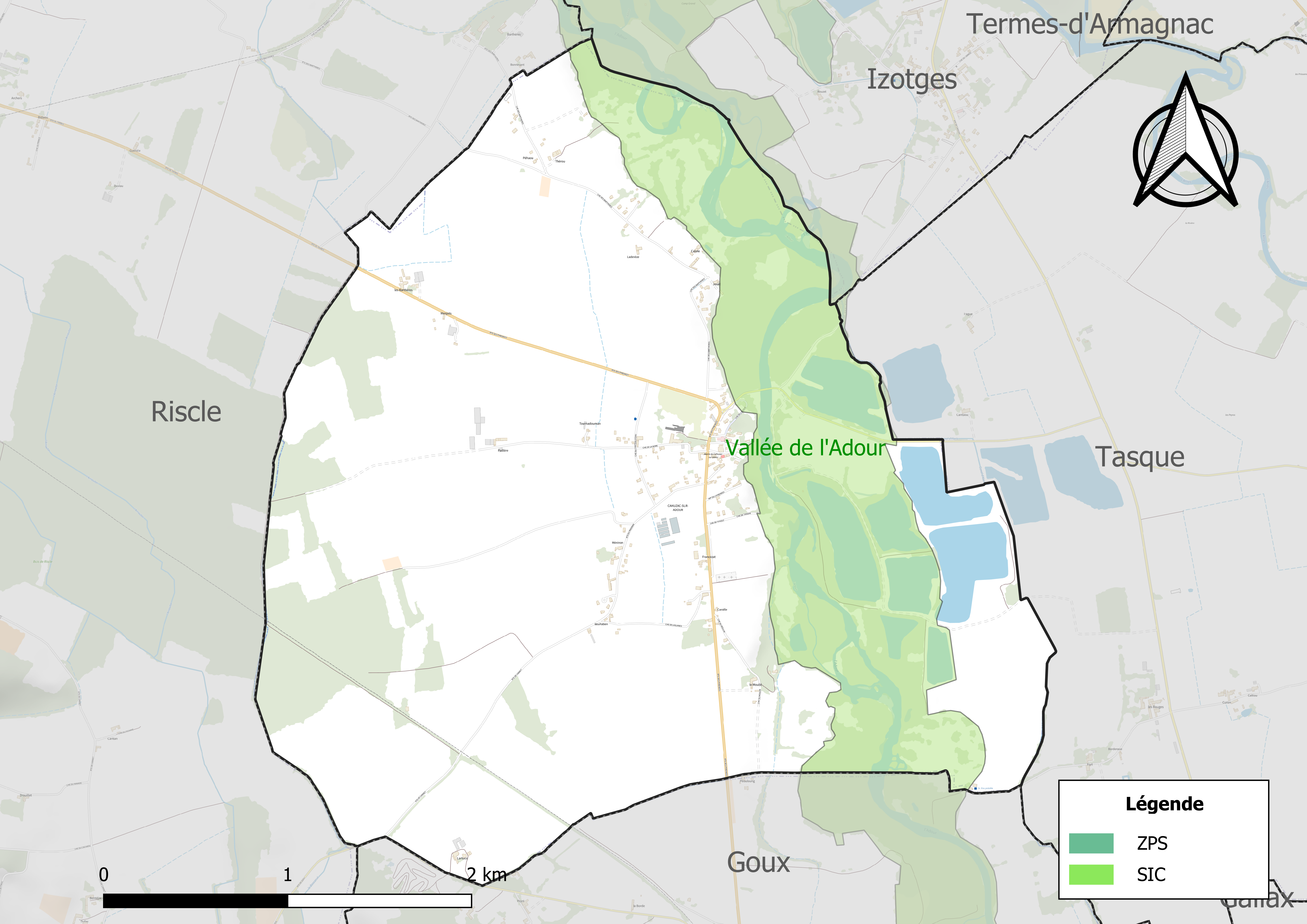
Site Natura 2000 sur le territoire communal.

Le réseau Natura 2000 est un réseau écologique européen de sites naturels d'intérêt écologique élaboré à partir des directives habitats et oiseaux, constitué de zones spéciales de conservation (ZSC) et de zones de protection spéciale (ZPS).
Un site Natura 2000 a été défini sur la commune au titre de la directive habitats : la « vallée de l'Adour », d'une superficie de 2 694 ha, un espace où les habitats terrestres et aquatiques abritent une flore et une faune remarquable et diversifiée, avec la présence de la Loutre et de la Cistude d'Europe.

#### Zones naturelles d'intérêt écologique, faunistique et floristique
L’inventaire des zones naturelles d'intérêt écologique, faunistique et floristique (ZNIEFF) a pour objectif de réaliser une couverture des zones les plus intéressantes sur le plan écologique, essentiellement dans la perspective d’améliorer la connaissance du patrimoine naturel national et de fournir aux différents décideurs un outil d’aide à la prise en compte de l’environnement dans l’aménagement du territoire.
Une ZNIEFF de type 1 est recensée sur la commune :
« l'Adour, de Bagnères à Barcelonne-du-Gers » (2 786 ha), couvrant 59 communes dont 18 dans le Gers, une dans les Landes et 40 dans les Hautes-Pyrénées et une ZNIEFF de type 2, : 
l'« Adour et milieux annexes » (3 634 ha), couvrant 60 communes dont 18 dans le Gers, une dans les Landes et 41 dans les Hautes-Pyrénées.

Carte des ZNIEFF de type 1 et 2 à Cahuzac-sur-Adour.
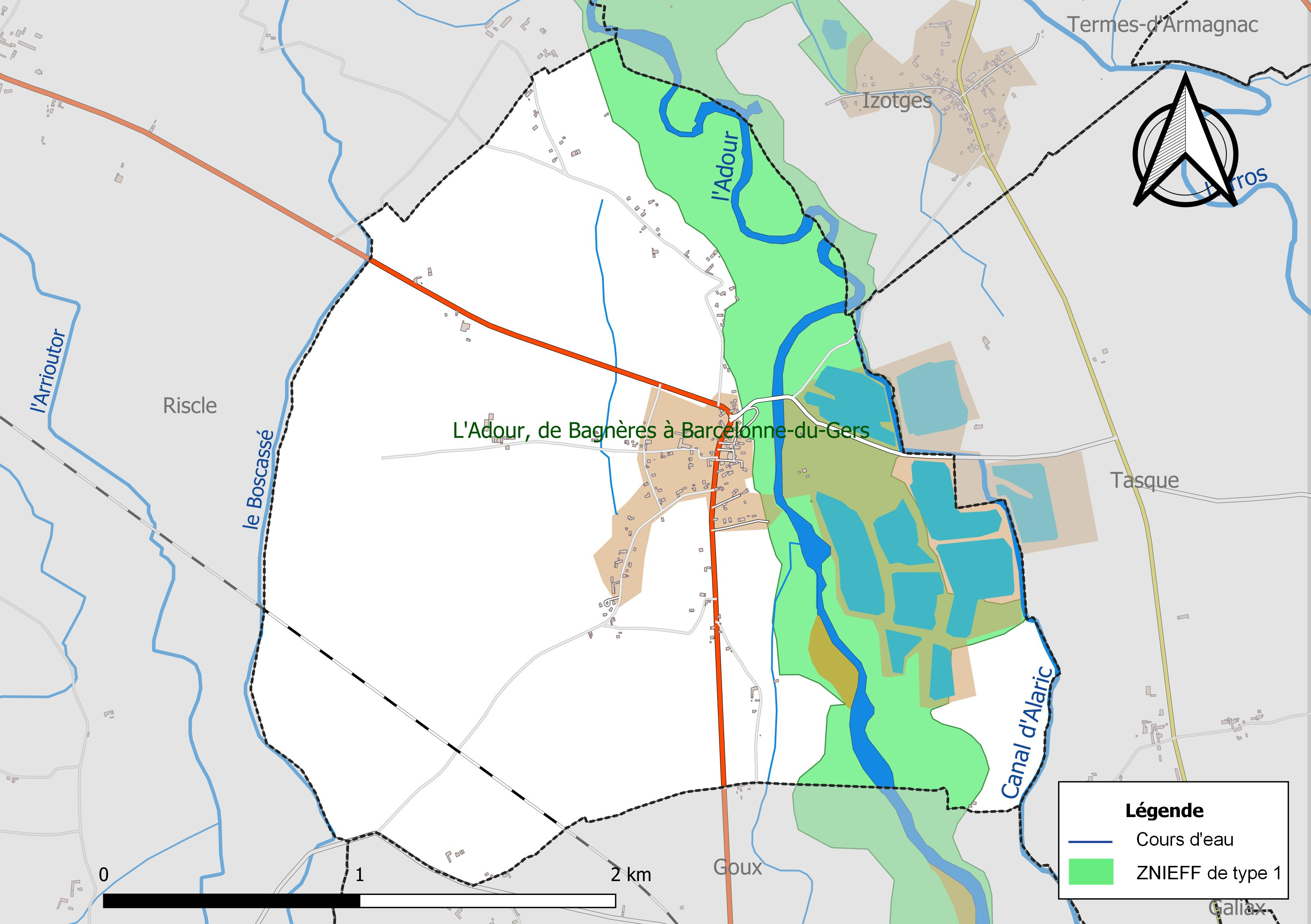
Carte de la ZNIEFF de type 1 sur la commune.
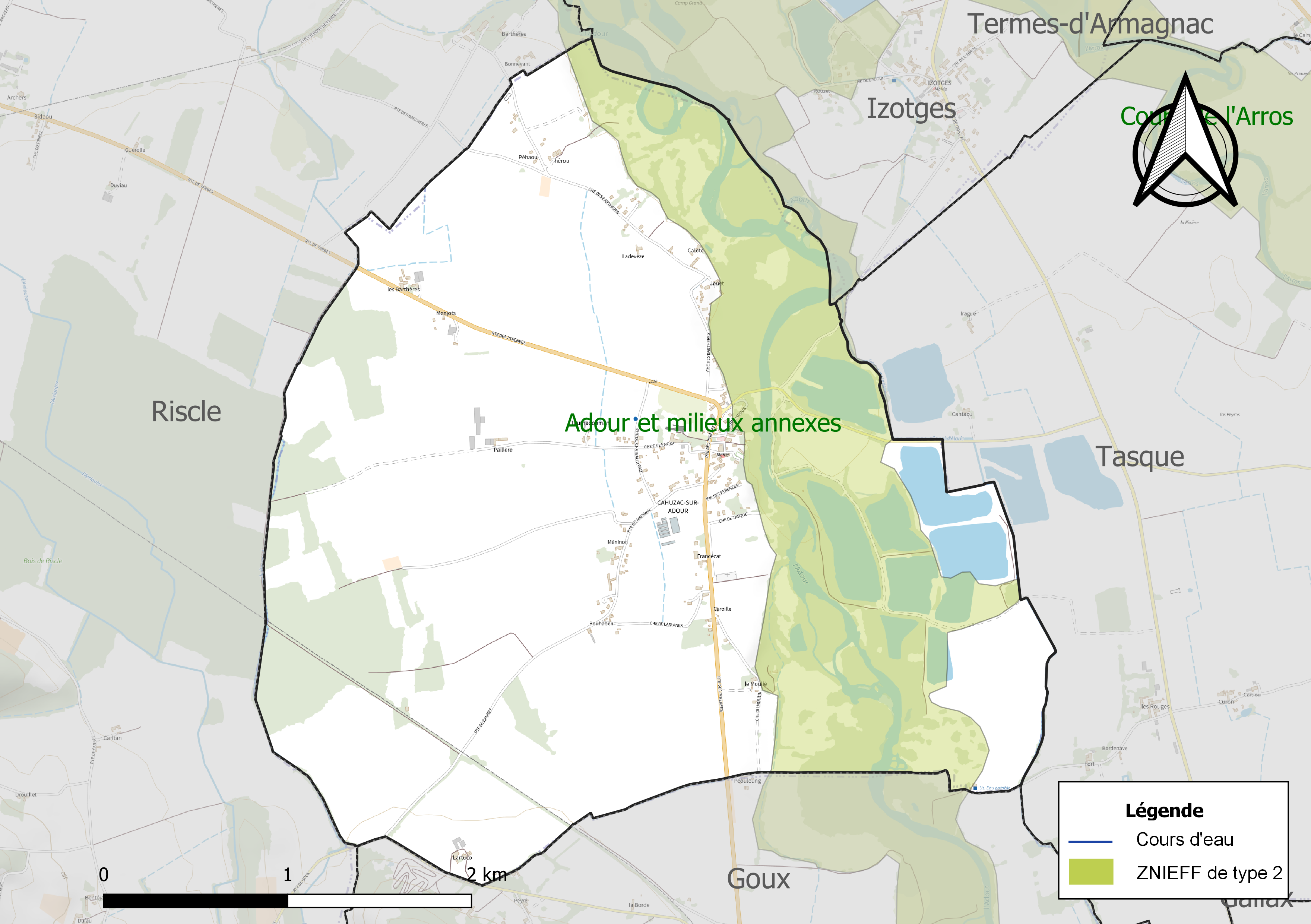
Carte de la ZNIEFF de type 2 sur la commune.

## Urbanisme

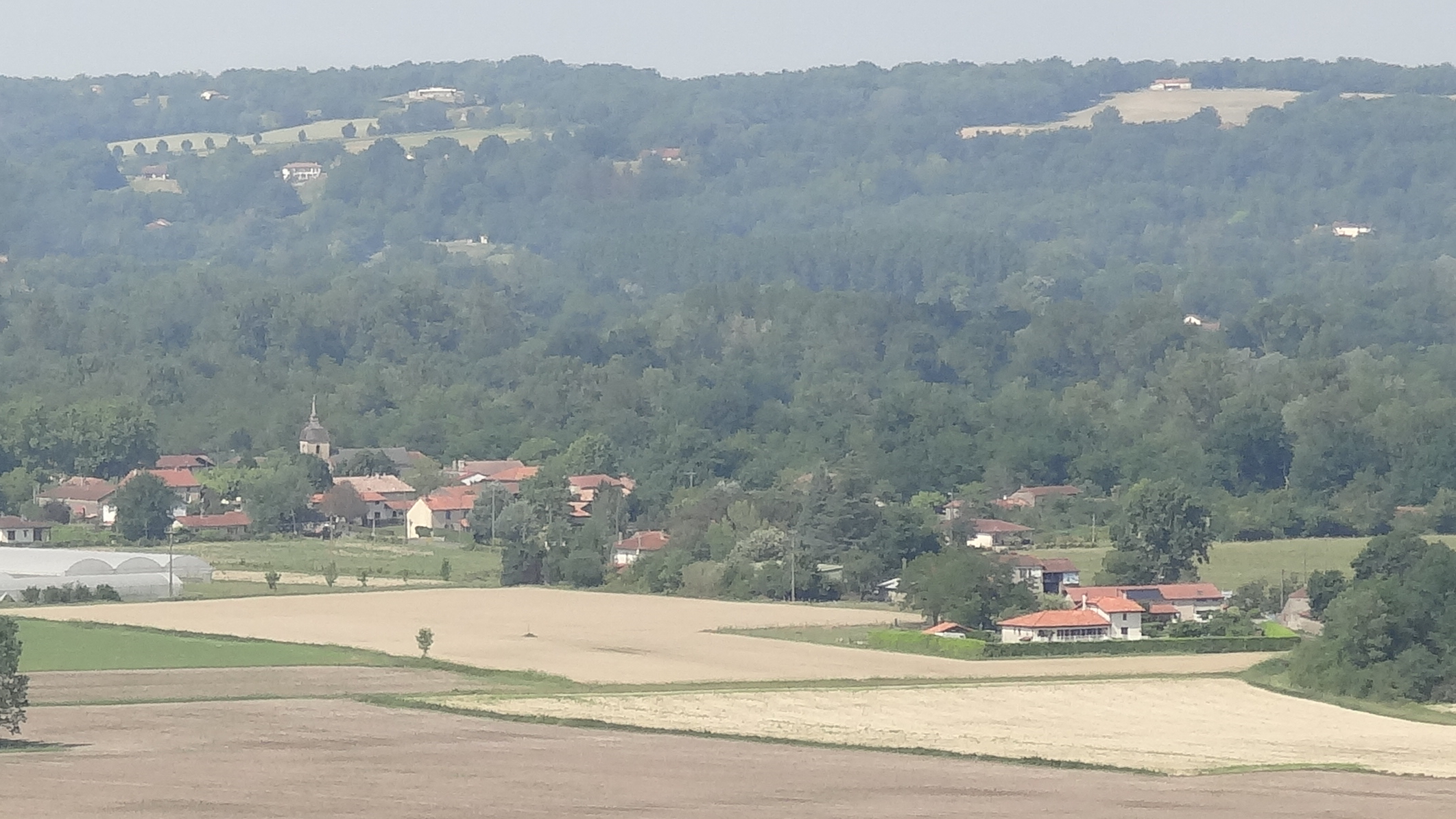
La commune, ici photographié dans sa partie est depuis les hauteurs de Goux, se situe dans un cadre rural au sein de la vallée de l’Adour.

### Typologie
Au 1er janvier 2024, Cahuzac-sur-Adour est catégorisée commune rurale à habitat dispersé, selon la nouvelle grille communale de densité à sept niveaux définie par l'Insee en 2022.
Elle est située hors unité urbaine et hors attraction des villes,.

### Occupation des sols
L'occupation des sols de la commune, telle qu'elle ressort de la base de données européenne d’occupation biophysique des sols Corine Land Cover (CLC), est marquée par l'importance des territoires agricoles (66,2 % en 2018), en diminution par rapport à 1990 (70,2 %). La répartition détaillée en 2018 est la suivante : 
terres arables (62,2 %), forêts (19,2 %), eaux continentales (10,7 %), zones urbanisées (3,9 %), prairies (3,9 %). L'évolution de l’occupation des sols de la commune et de ses infrastructures peut être observée sur les différentes représentations cartographiques du territoire : la carte de Cassini (XVIIIe siècle), la carte d'état-major (1820-1866) et les cartes ou photos aériennes de l'IGN pour la période actuelle (1950 à aujourd'hui).

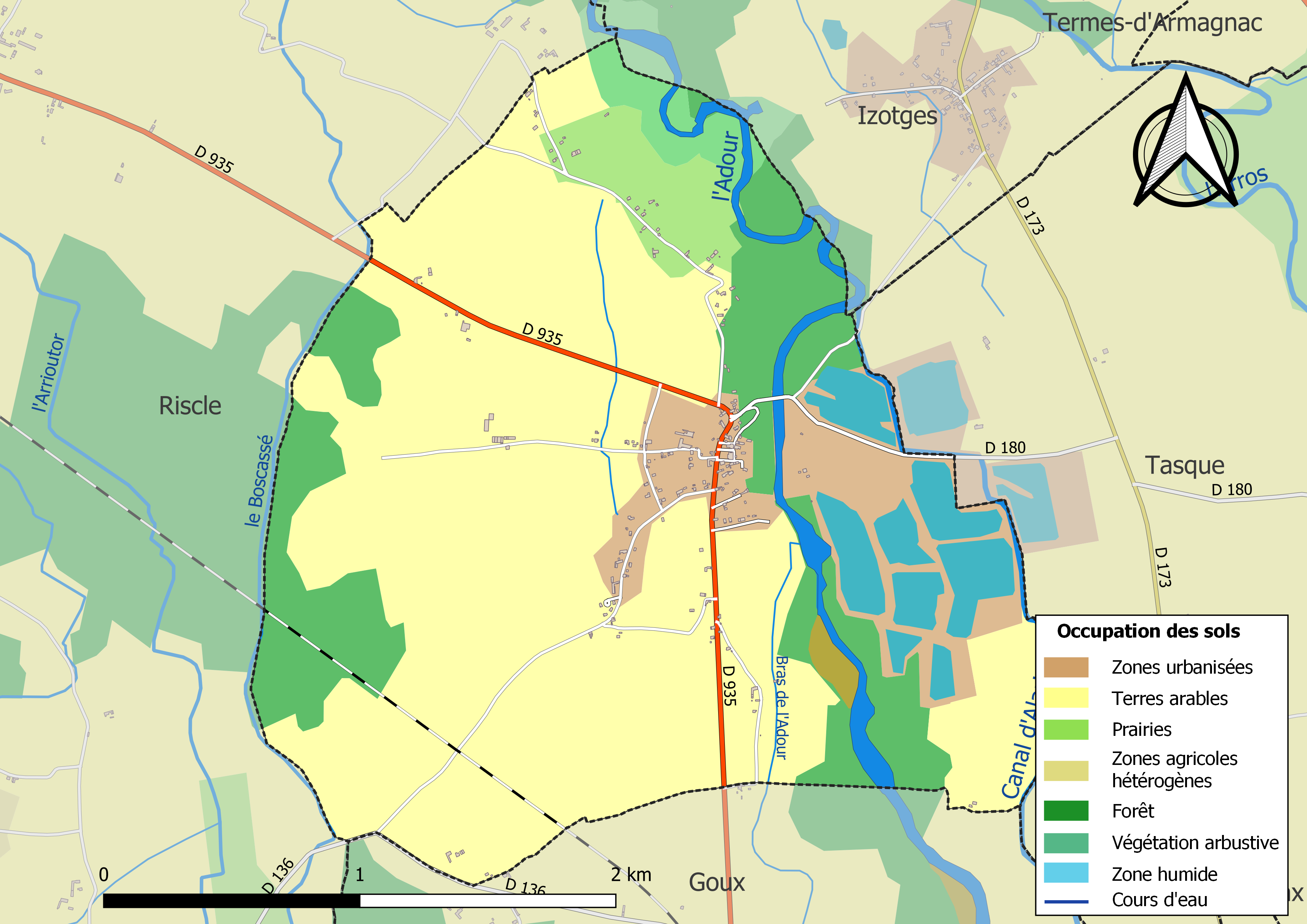
Carte des infrastructures et de l'occupation des sols de la commune en 2018 (CLC).

### Risques majeurs
Le territoire de la commune de Cahuzac-sur-Adour est vulnérable à différents aléas naturels : météorologiques (tempête, orage, neige, grand froid, canicule ou sécheresse), inondations et séisme (sismicité faible). Il est également exposé à un risque technologique,  le transport de matières dangereuses. Un site publié par le BRGM permet d'évaluer simplement et rapidement les risques d'un bien localisé soit par son adresse soit par le numéro de sa parcelle.

#### Risques naturels
Certaines parties du territoire communal sont susceptibles d’être affectées par le risque d’inondation par débordement de cours d'eau, notamment l'Adour, le canal d'Alaric et le Boscassé. La cartographie des zones inondables en ex-Midi-Pyrénées réalisée dans le cadre du XIe Contrat de plan État-région, visant à informer les citoyens et les décideurs sur le risque d’inondation, est accessible sur le site de la DREAL Occitanie. La commune a été reconnue en état de catastrophe naturelle au titre des dommages causés par les inondations et coulées de boue survenues en 1983, 1999 et 2009,.

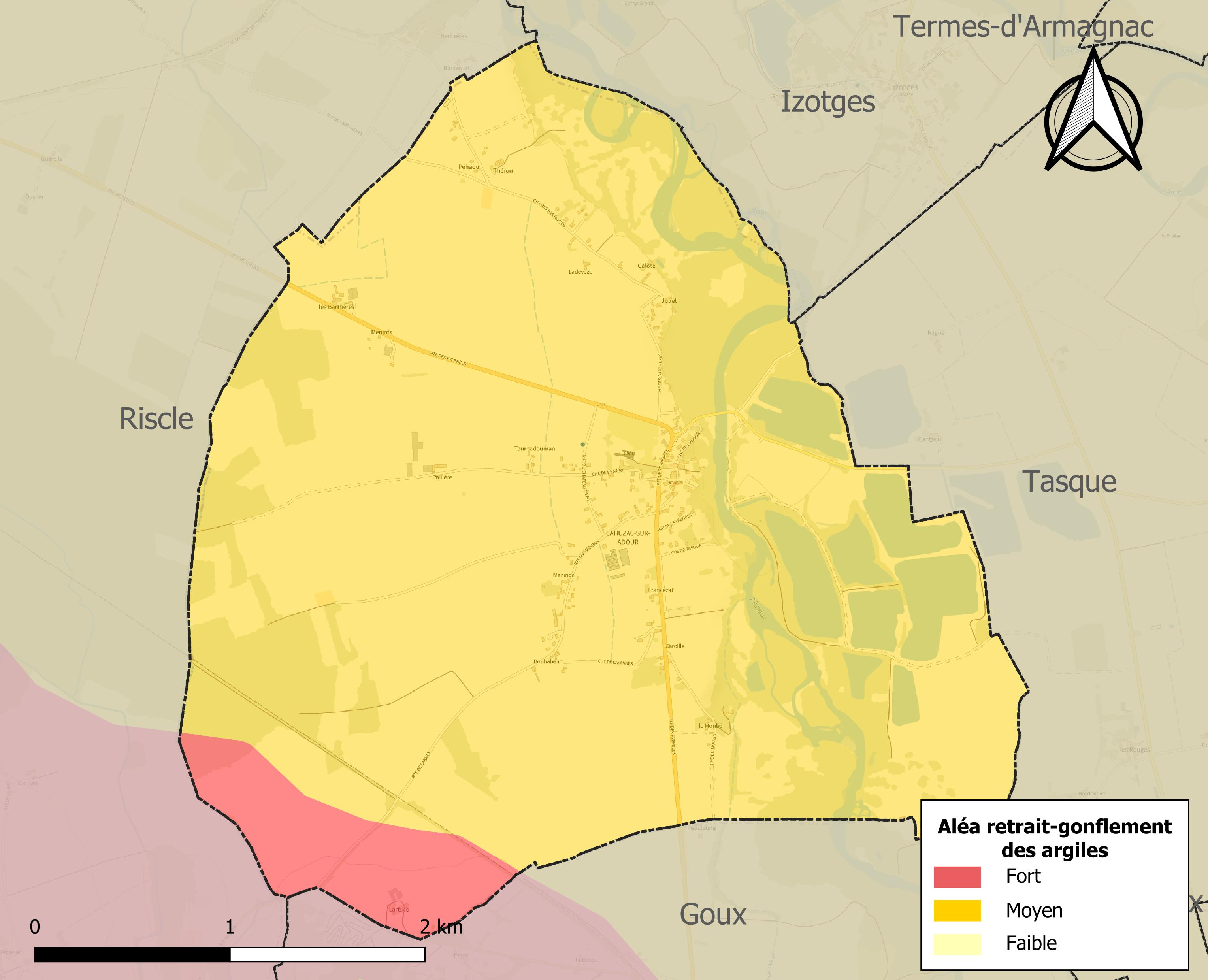
Carte des zones d'aléa retrait-gonflement des sols argileux de Cahuzac-sur-Adour.

Le retrait-gonflement des sols argileux est susceptible d'engendrer des dommages importants aux bâtiments en cas d’alternance de périodes de sécheresse et de pluie. La totalité de la commune est en aléa moyen ou fort (94,5 % au niveau départemental et 48,5 % au niveau national). Sur les 112 bâtiments dénombrés sur la commune en 2019, 112 sont en aléa moyen ou fort, soit 100 %, à comparer aux 93 % au niveau départemental et 54 % au niveau national. Une cartographie de l'exposition du territoire national au retrait gonflement des sols argileux est disponible sur le site du BRGM,.
Par ailleurs, afin de mieux appréhender le risque d’affaissement de terrain, l'inventaire national des cavités souterraines permet de localiser celles situées sur la commune.
Concernant les mouvements de terrains, la commune a été reconnue en état de catastrophe naturelle au titre des dommages causés par des mouvements de terrain en 1999.

#### Risques technologiques
Le risque de transport de matières dangereuses sur la commune est lié à sa traversée par des infrastructures routières ou ferroviaires importantes ou la présence d'une canalisation de transport d'hydrocarbures. Un accident se produisant sur de telles infrastructures est en effet susceptible d’avoir des effets graves au bâti ou aux personnes jusqu’à 350 m, selon la nature du matériau transporté. Des dispositions d’urbanisme peuvent être préconisées en conséquence.

## Histoire
C'est à Cahuzac que fut établi au XVe siècle, la première fabrique de papier de Gascogne.

### Cultes

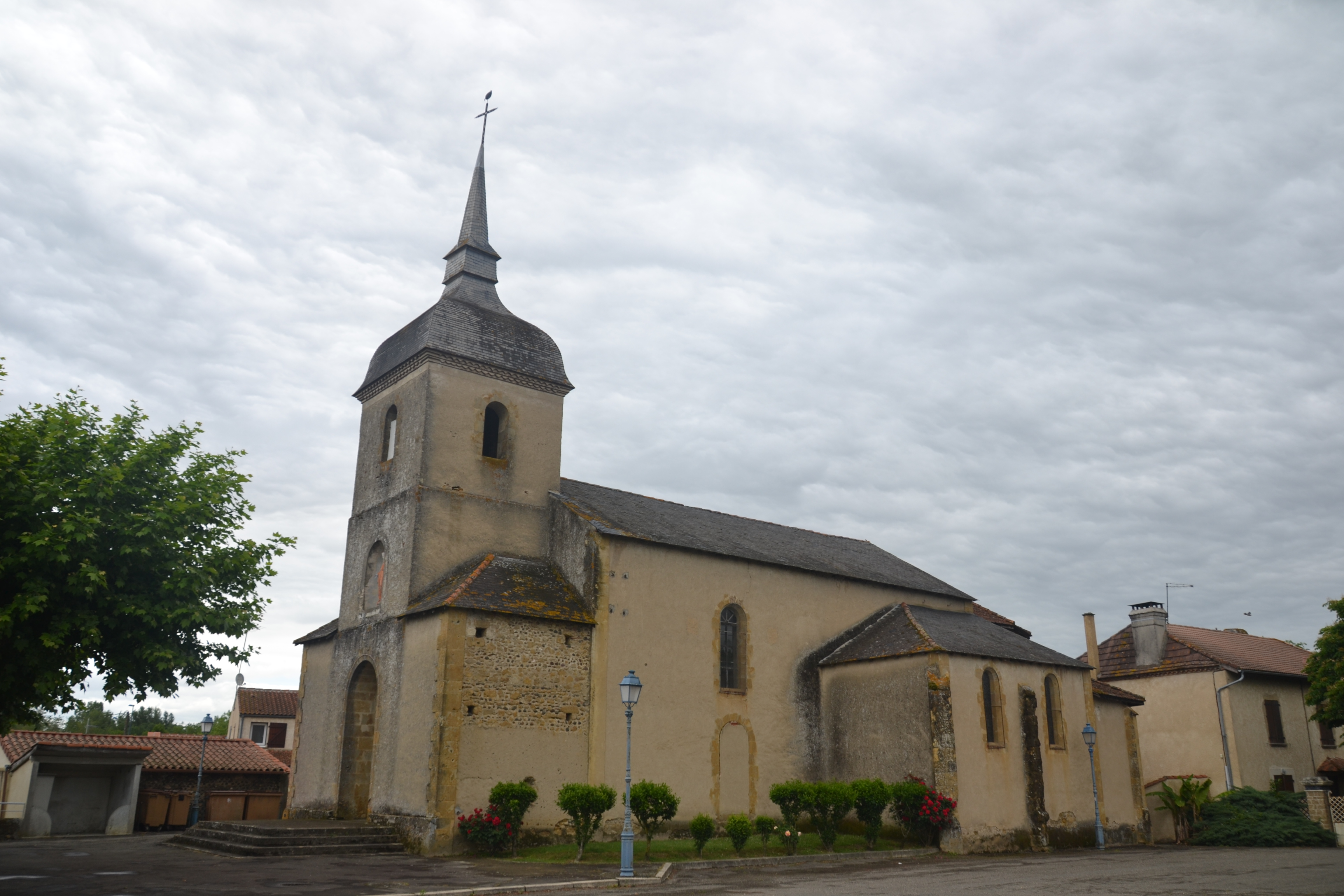
église de Cahuzac

## Politique et administration

### Liste des maires

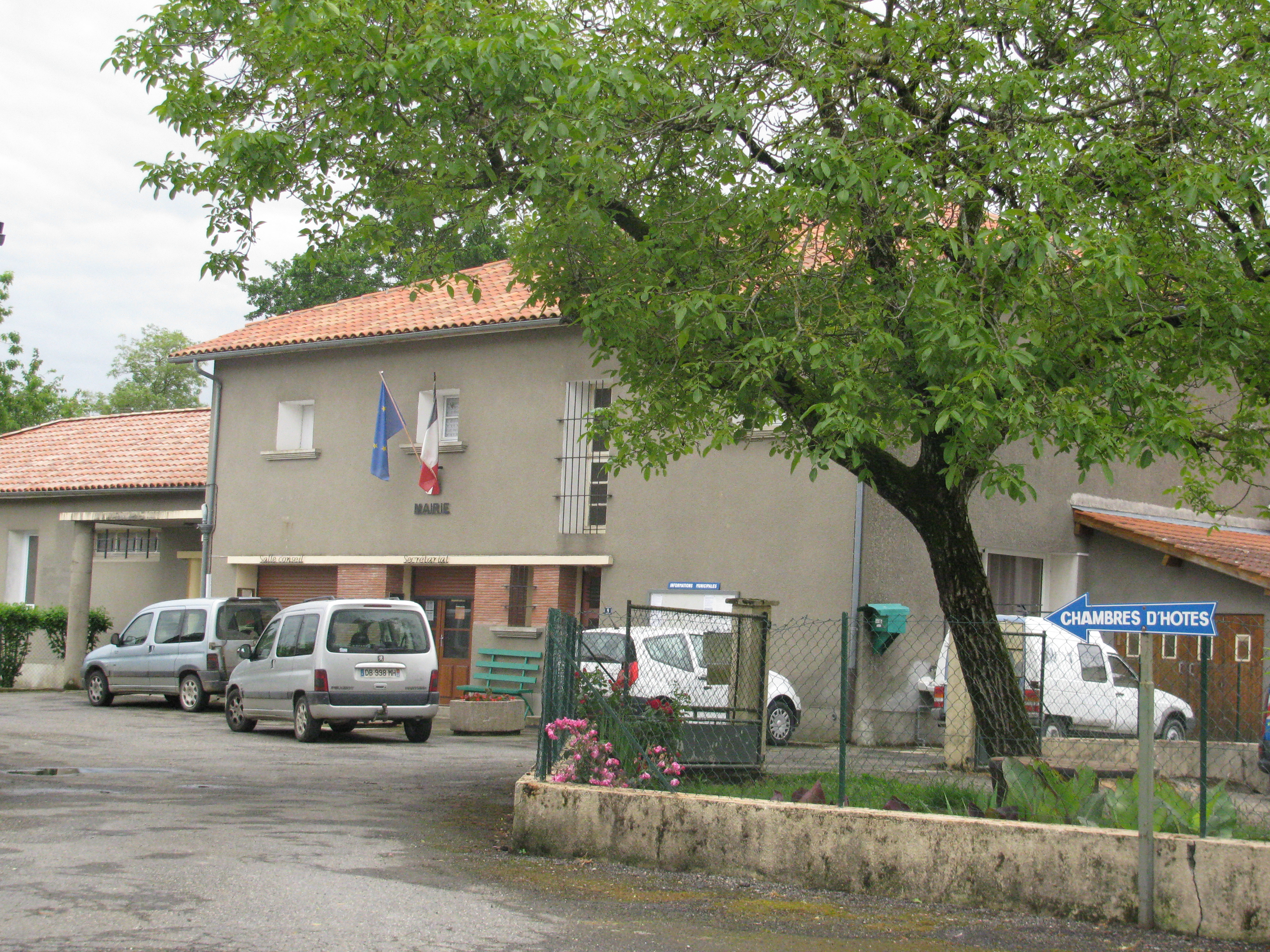
mairie de Cahuzac-sur-Adour

| Période   | Période  | Identité                        | Étiquette | Qualité  |
| --------- | -------- | ------------------------------- | --------- | -------- |
| 1789      | 1793     | Jean Baptiste Saint-julien (de) |           |          |
| 1795      | 1830     | Jean Baptiste Saint-julien (de) |           |          |
| 1848      | 1863     | Jean Marie Laterrade            |           |          |
| 1863      | 1865     | Pierre Frédéric Laterrade       |           |          |
| 1865      | 1869     | Antoine Duffour                 |           |          |
| 1869      | 1873     | Gustave Saint-julien (de)       |           |          |
| 1883      | 1892     | Gustave Saint-julien (de)       |           |          |
| 1892      | 1903     | François Duale                  |           |          |
| 1903      | 1907     | Jean Lagouardette               |           |          |
| 1907      | 1932     | Charles Saint-julien (de)       |           |          |
| 1932      | 1935     | Jean Marie Dupont               |           |          |
| 1935      | 1945     | Gaston Saint-lanne              |           |          |
| 1945      | 1958     | Joseph Pourquet                 |           |          |
| 1958      | 1981     | René Moureu                     |           |          |
| 1981      | 1995     | Françoise Moureu                |           |          |
| 1995      | 2014     | Laurent Laporte                 | PS        |          |
| mars 2014 | En cours | Mireille Aragnouet              | DVD       | Employée |

## Population et société

### Démographie
L'évolution du nombre d'habitants est connue à travers les recensements de la population effectués dans la commune depuis 1793. Pour les communes de moins de 10 000 habitants, une enquête de recensement portant sur toute la population est réalisée tous les cinq ans, les populations de référence des années intermédiaires étant quant à elles estimées par interpolation ou extrapolation. Pour la commune, le premier recensement exhaustif entrant dans le cadre du nouveau dispositif a été réalisé en 2004.

En 2022, la commune comptait 198 habitants, en évolution de −13,91 % par rapport à 2016 (Gers : +1,04 %, France hors Mayotte : +2,11 %).
| 1793 | 1800 | 1806 | 1821 | 1831 | 1841 | 1846 | 1851 | 1856 |
| ---- | ---- | ---- | ---- | ---- | ---- | ---- | ---- | ---- |
| 318  | 377  | 368  | 373  | 423  | 378  | 394  | 376  | 376  |

| 1861 | 1866 | 1872 | 1876 | 1881 | 1886 | 1891 | 1896 | 1901 |
| ---- | ---- | ---- | ---- | ---- | ---- | ---- | ---- | ---- |
| 361  | 343  | 353  | 346  | 318  | 335  | 318  | 290  | 276  |

| 1906 | 1911 | 1921 | 1926 | 1931 | 1936 | 1946 | 1954 | 1962 |
| ---- | ---- | ---- | ---- | ---- | ---- | ---- | ---- | ---- |
| 260  | 268  | 236  | 239  | 236  | 231  | 222  | 200  | 193  |

| 1968 | 1975 | 1982 | 1990 | 1999 | 2004 | 2006 | 2009 | 2014 |
| ---- | ---- | ---- | ---- | ---- | ---- | ---- | ---- | ---- |
| 183  | 180  | 165  | 145  | 171  | 212  | 248  | 239  | 230  |

| 2019 | 2022 | - | - | - | - | - | - | - |
| ---- | ---- | - | - | - | - | - | - | - |
| 211  | 198  | - | - | - | - | - | - | - |

### Manifestations culturelles et festivités
- Fête patronale : 22 juillet[34].

### Sports
- Le sentier de l'Adour passe sur la commune.

## Économie

### Revenus
En 2018  (données Insee publiées en septembre 2021), la commune compte 107 ménages fiscaux, regroupant 199 personnes. La médiane du revenu disponible par unité de consommation est de 19 160 € (20 820 € dans le département).

### Emploi
|                | 2008  | 2013  | 2018  |
| -------------- | ----- | ----- | ----- |
| Commune        | 5,3 % | 6,7 % | 4,1 % |
| Département    | 6,1 % | 7,5 % | 8,2 % |
| France entière | 8,3 % | 10 %  | 10 %  |

En 2018, la population âgée de 15 à 64 ans s'élève à 152 personnes, parmi lesquelles on compte 74,9 % d'actifs (70,8 % ayant un emploi et 4,1 % de chômeurs) et 25,1 % d'inactifs,. Depuis 2008, le taux de chômage communal (au sens du recensement) des 15-64 ans est inférieur à celui de la France et du département.
La commune est hors attraction des villes,. Elle compte 32 emplois en 2018, contre 62 en 2013 et 44 en 2008. Le nombre d'actifs ayant un emploi résidant dans la commune est de 108, soit un indicateur de concentration d'emploi de 30,1 % et un taux d'activité parmi les 15 ans ou plus de 58,9 %.
Sur ces 108 actifs de 15 ans ou plus ayant un emploi, 8 travaillent dans la commune, soit 8 % des habitants. Pour se rendre au travail, 74,8 % des habitants utilisent un véhicule personnel ou de fonction à quatre roues, 21,4 % les transports en commun, 2 % s'y rendent en deux-roues, à vélo ou à pied et 1,9 % n'ont pas besoin de transport (travail au domicile).

### Activités hors agriculture
10 établissements sont implantés  à Cahuzac-sur-Adour au 31 décembre 2019.
Le secteur du commerce de gros et de détail, des transports, de l'hébergement et de la restauration est prépondérant sur la commune puisqu'il représente 40 % du nombre total d'établissements de la commune (4 sur les 10 entreprises implantées  à Cahuzac-sur-Adour), contre 27,7 % au niveau départemental.

### Agriculture
|               | 1988 | 2000 | 2010 | 2020 |
| ------------- | ---- | ---- | ---- | ---- |
| Exploitations | 10   | 6    | 5    | 4    |
| SAU (ha)      | 343  | 338  | 431  | 506  |

La commune est dans la Rivière Basse, une petite région agricole occupant une partie ouest du département du Gers. En 2020, l'orientation technico-économique de l'agriculture  sur la commune est la polyculture et/ou le polyélevage. Quatre exploitations agricoles ayant leur siège dans la commune sont dénombrées lors du recensement agricole de 2020 (dix en 1988). La superficie agricole utilisée est de 506 ha,,.

## Culture locale et patrimoine

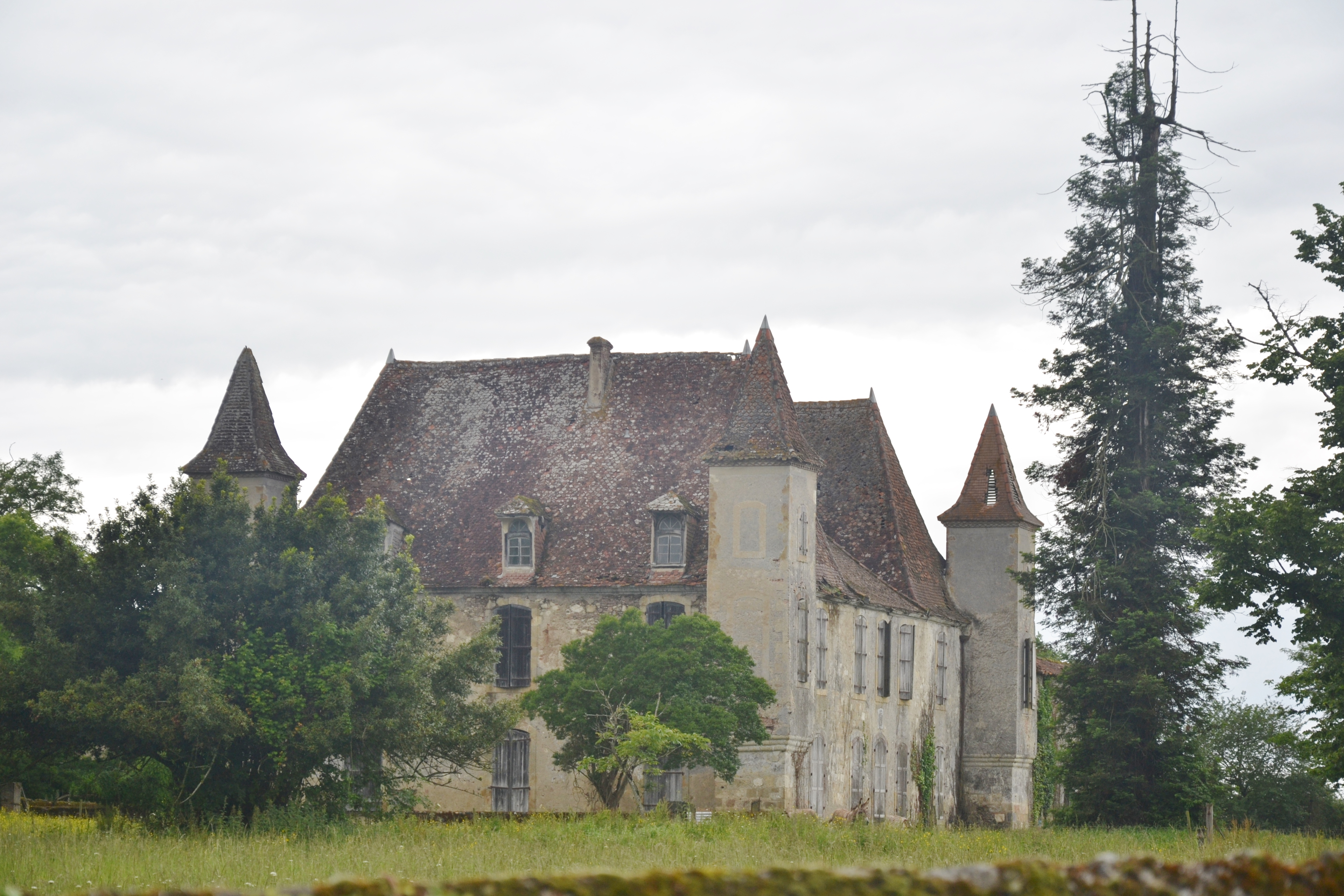
Château de Cahuzac-sur-Adour

### Lieux et monuments
- Château du XVe siècle, appartenant depuis 1606 à la famille Saint-Julien. Le château a été très remanié au XVIIIe siècle. Il est inscrit au titre des monuments historiques, depuis le 19 décembre 1973[38].
- Église Sainte-Madeleine construite en 1850 sur les ruines de la première chapelle[39].
- Moulin à eau. Il est inscrit au titre des monuments historiques, depuis le 9 novembre 1984[40].